# کلمه وضعیت برنامه
کلمه وضعیت برنامه (به انگلیسی: Program status word، یا به اختصار PSW) یک ثبات کنترلی در معماری آی‌بی‌ام سیستم/۳۶۰ و جانشینانش است که عملکردی مشابه ثبات وضعیت و شمارنده برنامه در دیگر معماری‌ها دارد. برخی از فیلدهای این ثبات توسط دستورالعمل‌ها غیر ممتاز هم می‌تواند تنظیم یا آزمایش شود، اما برخی دیگر از فیلدها تنها توسط دستورالعمل‌های ممتاز قابل تنظیم یا آزمایش است. این ثبات دربرگیرنده چیزهایی مثل بیت علامت، بیت کری یا دیگر بیت‌هایی است که معمولاً در ثبات وضعیت دیگر معماری‌ها ذخیره می‌شوند. اطلاعات این ثبات به صورت یک کد وضعیت بین ۰ تا ۱۵ ذخیره می‌شود که این عدد نمایشگر جمع حسابی چهار بیت وضعیت به صورت 23 + 22 + 21 + 20 است.
ثبات ۶۴ بیتی پی‌اس‌دبلیو، دربرگیرنده موارد زیر است: (در کنار چیزهای دیگر)
- قسمتی برای جلوگیری کردن از وقوع وقفه‌ها
- بیت معرفی مجری برنامه (کاربر ممتاز یا غیر ممتاز)
- کد وضعیت (مانند بیت کری، بیت علامت، بیت سرریز، بیت پاریتی و ...)
- آدرس دستورالعمل بعدی

در اولین گونه‌های معماری آی‌بی‌ام سیستم/۳۶۰، آدرس دستورالعمل از ۲۴ بیت تشکیل می‌شد. در نسخه‌های بعدی این معماری (مثل سیستم/۳۷۰)، آدرس دستورالعمل از ۳۲ بیت به همراه یک بیت حالت تشکیل شده بود. در نسخه‌ای امروزی این معماری، آدرس دستورالعمل از ۶۴ بیت تشکیل شده است و خود ثبات پی‌اس‌دبلیو هم ۱۲۸ بیتی است.
این ثبات را می‌توان به کمک دستورالعمل LOAD PSW (و یا LPSW و LPSWE) بارگذاری کرد. محتویات این ثبات را می‌توان توسط دستورالعمل EPSW مورد بررسی قرار داد.